# Gelāz
Gelāz (persiska: گلاز, Kelāz) är en ort i Iran.   Den ligger i provinsen Västazarbaijan, i den nordvästra delen av landet, 600 km väster om huvudstaden Teheran. Gelāz ligger 1 890 meter över havet och antalet invånare är 935.
Terrängen runt Gelāz är kuperad åt nordost, men åt sydväst är den bergig.Runt Gelāz är det ganska tätbefolkat, med 108 invånare per kvadratkilometer. Närmaste större samhälle är Oshnavīyeh, 10,9 km sydost om Gelāz. Trakten runt Gelāz består i huvudsak av gräsmarker.